# كارلوتا بيري
كارلوتا بيري (بالإنجليزية: Carlotta Perry)‏ هي كاتِبة وشاعرة أمريكية، ولدت في 1839 في ميشيغان في الولايات المتحدة، وتوفيت في 1914 في شيكاغو في الولايات المتحدة.